# Sparletta
Sparletta Cream Soda is een Afrikaans frisdrankmerk vervaardigd door The Coca-Cola Company. Het wordt geproduceerd in Zuid-Afrika en Zimbabwe, en is in delen van Afrika verkrijgbaar.
Het merk bestaat sinds 1955. Het heeft een kenmerkende groene kleur en is fris van smaak.
Deze frisdrank wordt soms door studenten aangeduid als "Green Ambulance" omdat wordt aangenomen dat de frisdrank het effect van katers verlicht. Cream Soda wordt ook gebruikt als een mixer met Cane Spirit, een goedkope alcoholische drank gedestilleerd uit gefermenteerde suikerriet.
De frisdrank is verkrijgbaar in de volgende smaken: appel, kers, citrusvrucht-citroen, kokosnoot-ananas, cola, framboos-aardbei-vanille en aardbei-vanille.